# Джойс Сутеджа
Джойс Сутеджа (нар. 5 червня 1974) — колишня індонезійська тенісистка.
Найвищу одиночну позицію світового рейтингу — 220 місце досягла 13 Sep 1993, парну — 343 місце — 15 Feb 1993 року.
Здобула 1 одиночний титул туру ITF.

## Фінали ITF

### Одиночний розряд: 1 (1–0)
| Результат | Ранг | Дата     | Турнір              | Покриття | Суперниця        | Рахунок       |
| --------- | ---- | -------- | ------------------- | -------- | ---------------- | ------------- |
| Перемога  | 1.   | Сер 1990 | Семаранг, Індонезія | Ґрунт    | Іраваті Іскандар | 4–6, 6–4, 6–1 |